# 山东行政长官列表
下表列出山东省自1912年起历任行政长官：

## 中華民國
- 山东全省各界联合会总会会长：夏继泉
- 山东大总统 → 山东都督：孙宝琦
- 山东军政府 → 山东烟台军政分府都督：王传炯
- 山东军政府都督：胡瑛
- 山东都督府都督
  - 张广建
  - 周自齐（余则达署）
  - 靳云鹏（代）
  - 靳云鹏（署）
- 泰武将军督理山东军务：靳云鹏
- 济武将军督理山东军务：张怀芝
- 督办山东军务善后事宜
  - 张怀芝
  - 张树元（代）
  - 张树元（署）
  - 田中玉（署）
  - 郑士琦
  - 张宗昌
- 山东行政公署民政长
  - 周自齐
  - 田文烈
  - 高景祺
  - 蔡儒楷（龚积柄代）
- 山东巡按使公署巡按使：蔡儒楷
- 山东省长公署省长
  - 孙发绪（署）
  - 张怀芝
  - 张树元
  - 沈铭昌
  - 屈映光（署）
  - 田中玉（署）
  - 齐耀珊
  - 田中玉（署）
  - 韩国钧（未到任）
  - 王瑚
  - 熊炳琦
  - 龚积柄（暂兼护）
  - 龚积柄
  - 张宗昌
  - 林宪祖

- 山东省政府主席
  - 孙良诚（1928年5月 - 1929年4月）
  - 石敬亭（代，1928年5月 - 1928年10月）
  - 吕秀文（代）
  - 陈调元（代）
  - 陈调元（1929年5月 - 1930年9月）
  - 韩复榘（1930年9月 - 1938年1月）
  - 沈鸿烈（1938年1月 - 1941年12月27日）
  - 牟中珩（1942年1月 - 1944年12月）
  - 薛岳
  - 何思源（1945年1月 - 1946年11月）
  - 王耀武（1946年11月 - 1948年11月）
  - 秦德纯（1948年11月 - 1949年3月）

### 日本傀儡政权
- 山东省公署省长
  - 马良
  - 唐仰杜
- 山东省政府省长
  - 唐仰杜
  - 杨毓珣

### 中共抗日政权
- 山东省战时工作推行委员会首席组长 → 主任委员：黎玉
- 山东省战时行政委员会主任委员：黎玉

## 中华人民共和国
| 姓名   | 籍贯            | 在任时间               | 曾任最高职务                                                            | 备注                                                                     |
| ------ | --------------- | ---------------------- | ----------------------------------------------------------------------- | ------------------------------------------------------------------------ |
| 康 生  | 山东胶县        | 1949年3月－1955年3月   | 中共中央副主席 中共中央政治局常委 全国人大常委会副委员长 全国政协副主席 | 省人民政府主席 1975年12月16日在北京逝世 1980年10月16日被中共中央开除党籍 |
| 赵健民 | 山东冠县        | 1955年3月－1958年11月  | 中顾委委员                                                              | 2012年4月8日在北京逝世                                                   |
| 谭启龙 | 山西垣曲        | 1958年11月－1963年12月 | 中顾委委员                                                              | 2003年1月22日在济南逝世                                                  |
| 白如冰 | 陕西清涧        | 1963年12月－1967年1月  | 中顾委委员                                                              | 革委会主任 1994年4月8日在济南逝世                                        |
| 王效禹 | 山东益都        | 1967年1月－1969年11月  | 山东省革委会主任                                                        | 革委会主任 1979年2月被中共中央开除党籍 1995年3月2日在青州逝世            |
| 杨得志 | 湖南醴陵        | 1971年3月－1974年11月  | 中共中央政治局委员，中央书记处书记 中顾委常委 人民解放军总参谋长        | 革委会主任 1994年10月25日在北京逝世                                      |
| 白如冰 | 陕西清涧        | 1974年11月－1979年12月 | 中顾委委员                                                              | 革委会主任 1994年4月8日在济南逝世                                        |
| 苏毅然 | 四川苍溪        | 1979年12月－1982年12月 | 中顾委委员 中共山东省顾问委员会主任                                     | 2021年6月7日在济南逝世                                                   |
| 梁步庭 | 山东微山        | 1982年12月－1985年6月  | 中共青海省委第一书记 中共山东省委书记 中共山东省顾问委员会主任          | 2021年4月14日在济南逝世                                                  |
| 李昌安 | 辽宁台安        | 1985年6月－1987年7月   | 国务院副秘书长                                                          | 2021年9月22日在北京逝世                                                  |
| 姜春云 | 山东莱西        | 1987年7月－1989年3月   | 中共中央政治局委员，国务院副总理 全国人大常委会副委员长                 | 2021年8月28日在北京逝世                                                  |
| 赵志浩 | 山东黄县        | 1989年3月－1995年2月   | 中共山东省委书记，山东省人大常委会主任                                  |                                                                          |
| 李春亭 | 山东栖霞        | 1995年2月－2001年12月  | 九届全国人大常委，农业与农村委员会副主任委员                            | 2024年8月5日在济南逝世                                                   |
| 张高丽 | 福建晋江        | 2001年12月－2003年1月  | 十八届中共中央政治局常委，国务院副总理                                  |                                                                          |
| 韩寓群 | 江苏睢宁        | 2003年1月－2007年6月   | 十一届全国人大常委，财政经济委员会副主任委员                            |                                                                          |
| 姜大明 | 山东荣成        | 2007年6月－2013年3月   | 国土资源部部长                                                          |                                                                          |
| 郭树清 | 内蒙古 乌兰察布 | 2013年3月－2017年2月   | 现任十四届全国人大财政经济委员会副主任委员                              | 曾任中国银保监会主席、中国人民银行党委书记                               |
| 龚 正  | 江蘇蘇州        | 2017年4月－2020年4月   | 现任中共上海市委副书记，上海市人民政府市长                              |                                                                          |
| 李干杰 | 湖南望城        | 2020年4月－2021年9月   | 现任中共中央政治局委员 中央书记处书记、中央组织部部长                   | 曾任环境保护部部长、生态环境部部长                                       |
| 周乃翔 | 江苏宜兴        | 2021年9月－            | 现任                                                                    | 曾任中国建筑集团董事长                                                   |